# Babiana minuta
Babiana minuta är en irisväxtart som beskrevs av Gwendoline Joyce Lewis. Babiana minuta ingår i släktet Babiana och familjen irisväxter. Inga underarter finns listade i Catalogue of Life.